# Six/Nine
Six/Nine é o oitavo álbum de estúdio da banda de rock japonesa Buck-Tick, lançado em 15 de maio de 1995 pela gravadora Victor Entertainment. 
A letra da faixa "Rakuen (Inori Negai)" possui uma parte retirada do Alcorão, o que causou polêmica mundial, fazendo o álbum ser relançado em setembro de 1995 com parte da letra removida.
Foi remasterizado digitalmente e relançado em 19 de setembro de 2002.

## Recepção e legado
Alcançou o topo das paradas da Oricon Albums Chart. Foi certificado disco de ouro pela Recording Industry Association of Japan (RIAJ) por vender mais de 400.000 cópias.
Masami Tsuchiya fez um cover de "Mienai Mono wo Miyo to Suru Gokai Subete Gokai da" para o primeiro álbum de tributo ao Buck-Tick e a cantora Shiina Ringo fez um de "Uta" para o terceiro álbum de tributo. Em 2021, o vocalista Hazuki do lynch. fez um cover de "Misshitsu" em seu álbum solo Souen -FUNERAL-.

## Faixas
Todas as letras escritas por Atsushi Sakurai, exceto onde anotado. 
| N.º            | Título | Letras         | Música         | Duração |  |
| 1.             | "Loop" |                | Imai           | 4:38    |  |
| 2.             | "Love Letter" | Imai           | Imai           | 4:17    |  |
| 3.             | "Kimi no Vanilla" (君のヴァニラ) |                | Imai           | 4:25    |  |
| 4.             | "Kodou" (鼓動) |                | Imai           | 6:52    |  |
| 5.             | "Kagiri Naku Nezumi" (限りなく鼠) |                | Imai           | 5:01    |  |
| 6.             | "Rakuen (Inori Negai)" (楽園(祈り 希い))                                                                                                 |                | Hide           | 4:38    |  |
| 7.             | "Hosoi Sen" (細い線) |                | Hide           | 4:33    |  |
| 8.             | "Somewhere Nowhere" |                | Imai           | 1:17    |  |
| 9.             | "Aikawarazu no "Are" no Katamari ga Nosabaru Hedo no Soko no Fukidamari" (相変わらずの 「アレ」のカタマリがのさばる反吐の底の吹き溜まり) | Imai           | Imai           | 4:44    |  |
| 10.            | "Detarame Yarou" (デタラメ野郎) |                | Imai e Sakurai | 4:54    |  |
| 11.            | "Misshitsu" (密室) |                | Hide           | 4:51    |  |
| 12.            | "Kick (Daichi wo Keru Otoko)" |                | Imai           | 4:28    |  |
| 13.            | "Itoshi no Rock Star" (愛しのロック・スター)                                                                                             |                | Hide           | 4:50    |  |
| 14.            | "Uta" (唄) |                | Imai           | 3:58    |  |
| 15.            | "Mienai Mono wo Miyo to Suru Gokai Subete Gokai da" (見えない物を見ようとする誤解 全て誤だ)                                              |                | Imai           | 4:38    |  |
| 16.            | "Loop Mark II" (Instrumental) | Instrumental   | Imai           | 2:22    |  |
| Duração total: | Duração total: | Duração total: | Duração total: | 60:11   |  |

| Faixas bônus da remasterização digital de 2002 |                                                                                               |         |  |
| N.º                                            | Título                                                                                        | Duração |  |
| 17.                                            | "Taiyō ni Korosareta" (太陽ニ殺サレタ; ao vivo em Omiya Sonic City em Ōmiya, Saitama em 1993) |         |  |

## Ficha técnica
Buck-Tick
- Atsushi Sakurai - vocais principais, saxofone
- Hisashi Imai - guitarra solo, vocais de apoio
- Hidehiko "Hide" Hoshino - guitarra rítmica, teclados
- Yutaka "U-ta" Higuchi - baixo
- Toll Yagami - bateria, percussão

Músicos adicionais
- Susanne Bramson - vocais de apoio e arranjamento
- Aska Strings - violino
- Kazutoshi Yokoyama - teclados
- Issay - vocais
- Ikuo Kakehashi - tabla

Produção
- Hitoshi Hiruma; Gary Stout - produtores, gravação, mixagem
- Hisashi Imai; Buck-Tick - produtores
- Takafumi Muraki; Osamu Takagi - produtores executivos
- Hirohito Fujishima; Shinichi Ishizuka - engenheiros
- Kenichi Arai; Hiroshi Tanigawa - engenheiros assistentes
- Kazushige Yamazaki - masterização
- Ken Sakaguchi - design gráfico
- Robert Longo - arte da capa
- M-Hasui - fotografia